# Backlash France
Backlash France è stata la diciannovesima edizione dell'omonimo premium live event prodotto dalla WWE. L'evento si è svolto il 4 maggio 2024 alla LDLC Arena di Décines-Charpieu, in Francia ed è stato trasmesso su Peacock negli Stati Uniti e sul WWE Network nel resto del mondo.
L'evento, annunciato il 16 novembre 2023, è stato il primo premium live event nella storia della federazione a svolgersi in Francia e la prima edizione di Backlash a svolgersi fuori dal Nord America. Inoltre il 3 maggio, per la prima volta nella storia, la Francia ha ospitato la puntata settimanale di SmackDown. I biglietti sono stati messi in vendita a partire dal 12 gennaio 2024.

## Storyline
Nella seconda notte di WrestleMania XL, LA Knight sconfisse AJ Styles. Più tardi nel main event dell'evento, Cody Rhodes riuscì a battere Roman Reigns con in palio il WWE Championship e il WWE Universal Championship, terminando il suo regno, durato 1316 giorni. Nella puntata di SmackDown post-WrestleMania del 12 aprile, il general manager Nick Aldis annunciò un mini torneo formato da due triple threat match i cui vincitori si sarebbero affrontati la settimana successiva per determinare il posto di sfidante al titolo di Cody Rhodes a Backlash France. Le due semifinali si tennero la stessa sera e videro uscire come vincitori AJ Styles, che sconfisse Kevin Owens e Rey Mysterio, ed LA Knight che è riuscì a battere Bobby Lashley e Santos Escobar. La settimana successiva si tenne la finale dove, al contrario della precedente sfida, Styles riescì a sconfiggere Knight e a guadagnarsi l'opportunità titolata.
Nella seconda notte di WrestleMania XL, Damian Priest incassò con successo il suo Money in the Bank sconfiggendo Drew McIntyre e vincendo così il World Heavyweight Championship. Nella puntata di Raw post-WrestleMania, venne svolto un fatal four-way match per determinare lo sfidante al titoli di Priest. I partecipanti furono Bronson Reed, Ricochet, Drew McIntyre e Jey Uso, con quest'ultimo che ne uscì vincitore anche grazie all'aiuto ricevuto da parte di CM Punk ai danni dello scozzese.
Nella seconda notte di WrestleMania XL, Bayley sconfisse Iyo Sky diventando la nuova WWE Women's Championship. Nella puntata di SmackDown successiva, Bayley tenne un promo nel quale di voler dare un'opportunità ad essere nel giro titolato a nuove donne. La campionessa venne interrotta da Tiffany Stratton che si propose come sua nuova sfidante, venendo però rifiutata da Bayley che disse che la sua proposta era rivolta versa Naomi. Più tardi nella serata, ci fu quindi un match tra le due con in palio il posto di sfidante al titolo, che ha visto Naomi uscirne come vincitrice in seguito ad un roll-up. La settimana successiva si tenne la sfida titolata che venne conclusa, però, in No contest a causa della Stratton che attaccò le sfidanti. Si tenne un altro match valido per il posto di sfidante la settimana seguente, ma anche questo terminò in no contest in seguito all'attacco di Nia Jax, precedentemente draftata a SmackDown nella serata. Il general manager Nick Aldis decise così che Bayley avrebbe dovuto difendere il suo titolo in un Triple threat match contro Tiffany Stratton e Naomi.
Nella prima notte di WrestleMania XL, Bianca Belair e Jade Cargill, insieme a Naomi, sconfissero le Kabuki Warriors e Dakota Kai in un Six-woman tag team match. Nella puntata di SmackDown del 19 aprile, ci fu un primo confronto tra le due coppie negli spalti dell'arena. Nella puntata successiva del 26 aprile, Bianca Belair fu la prima scelta dello show del venerdì sera nel WWE Draft. Dopodiché ci fu un acceso confronto a parole tra le coppie che ufficializzò il match valido per il WWE Women's Tag Team Championship, qui a Backlash France.
Dopo la sconfitta di Roman Reigns a WrestleMania XL, vista anche la sua assenza per via di una pausa, dalla puntata di SmackDown successiva Solo Sikoa iniziò a prendere le redini del gruppo instaurandosi come nuovo leader ed attaccando alle spalle il fratello Jimmy Uso, grazie all'aiuto del debuttante Tama Tonga che entrò così nella stable, lasciando di stucco Paul Heyman. Nella puntata seguente, durante un promo di Solo Sikoa, Tama Tonga attaccò a sangue Kevin Owens, in inferiorità numerica, portandolo sul ring e calpestandolo brutalmente. La settimana successiva, Owens si vendicò degli attacchi subiti ed in suo soccorso intervenne Randy Orton, ufficializzando il loro tag team match.

## Risultati
| # | Match                                                                               | Stipulazione                                                         | Durata |
| - | ----------------------------------------------------------------------------------- | -------------------------------------------------------------------- | ------ |
| 1 | Solo Sikoa e Tama Tonga (con Paul Heyman) hanno sconfitto Randy Orton e Kevin Owens | Street fight match                                                   | 19:25  |
| 2 | Bayley (c) ha sconfitto Naomi e Tiffany Stratton                                    | Triple threat match per il WWE Women's Championship                  | 13:10  |
| 3 | Damian Priest (c) ha sconfitto Jey Uso                                              | Single match per il World Heavyweight Championship                   | 15:45  |
| 4 | Bianca Belair e Jade Cargill hanno sconfitto le Kabuki Warriors (c)                 | Tag team match per il WWE Women's Tag Team Championship              | 17:25  |
| 5 | Cody Rhodes (c) ha sconfitto AJ Styles                                              | Single match per il WWE Championship e il WWE Universal Championship | 27:20  |